# النقل في الجزائر
النقل في الجزائر للأفراد والبضائع متنوع شكلا (ما بين البري والبحري والجوي) وكما (نقل فردي أو جماعي)، وتواكب تكنولوجيات النقل وتطورها.

## الطرق في الجزائر
لدى الجزائر شبكة طرق متنوعة، من طرق سيار وطرق وطنية معبدة كما لديها وسائل النقل حديثة ومتطورة مثل قطار فائق السرعة. وقطار الأقاليم السريعة. وقطار الأنفاق مترو. وترامواي. والنقل المعلق تيليفيريك.
لدى الجزائر، 118306 ألف كم من الطرقات المعبدة منها 30 ألف كلم طريق وطني و 26626 كلم طريق ولائي و 62100 ألف كلم طريق بلدي.

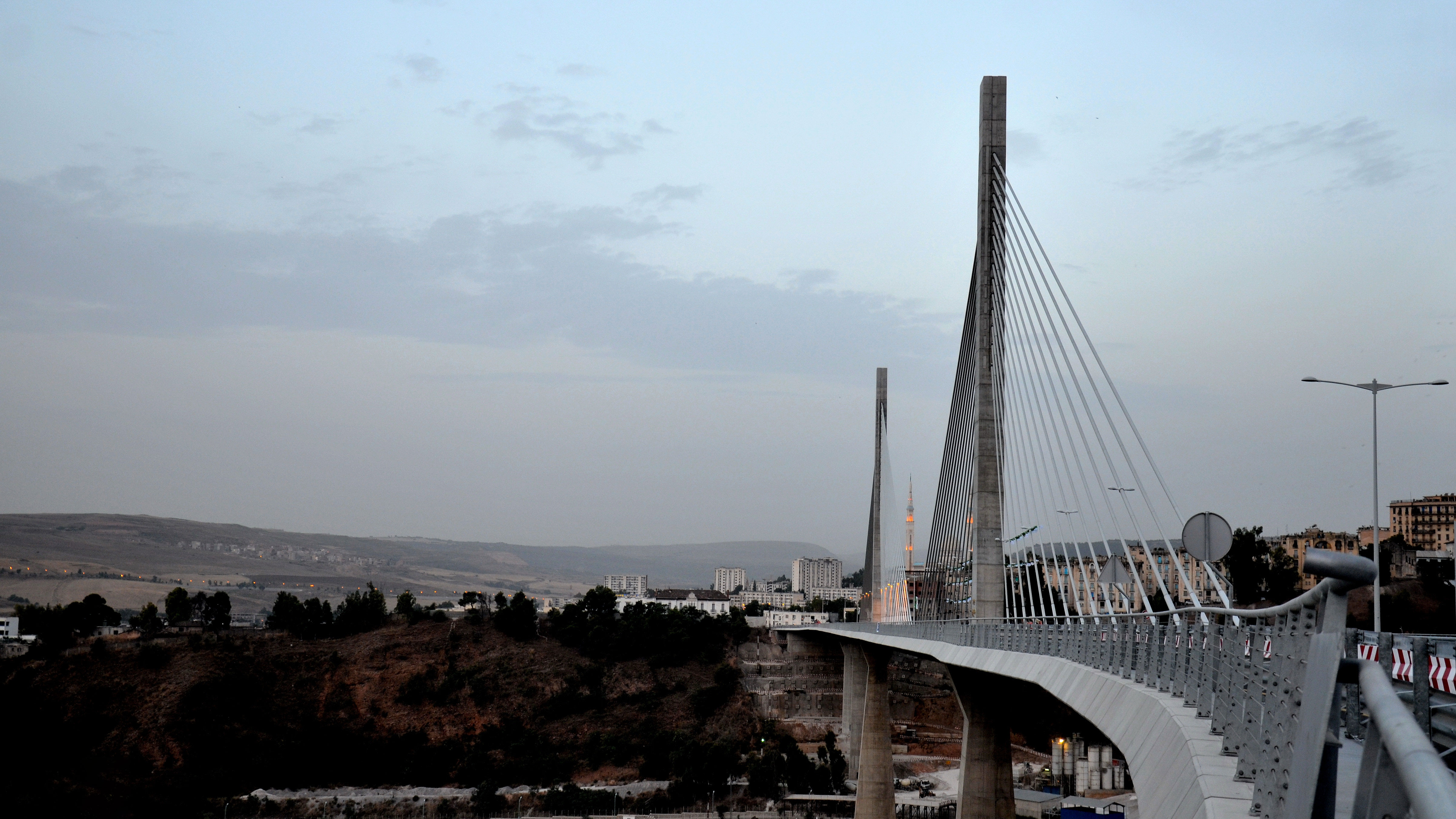
Constantine, le pont Salah Bey -1-

## الطرق السيار
تم الانتهاء من إنجاز الطريق السيار شرق-غرب Autoroute بطول 1720 كم (مع الطرق الجانبية والمنشآت الفنية)، هو مشروع طريق سيار في الجزائر أو ما يسمى بمشروع القرن، والذي يربط بين الحدود المغربية والحدود التونسية مروراً بالمدن الجزائرية الكبرى مثل (من الغرب إلى الشرق) تلمسان ووهران وغليزان والشلف والجزائر العاصمة وسطيف وقسنطينة وسكيكدة وعنابة والحجار و الطارف. وهو يعد من شبكة الطرق السيارة المغاربية.

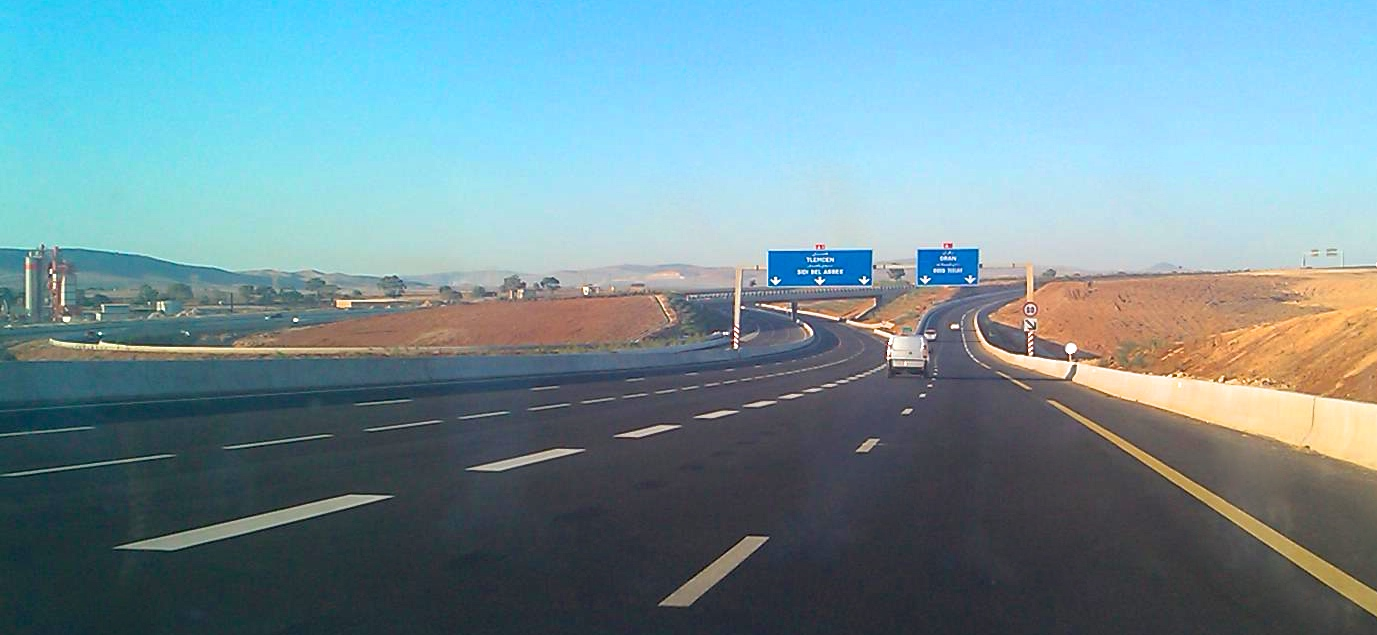
Algérie autoroute Est-Ouest 171

أن الجزء الذي تم افتتاحه لحركة المرور قد ظهرت عليه عدة أخطاء في الإنجاز وأدى إلى تلف العديد من المقاطع حتى قبل نهاية فترة الضمان.
وأطلقت الجزائر أخيراً مشروع إنجاز جديد لطريق سيار الهضاب العليا بطول 1300 كلم.

## سكك الحديد
الشركة الوطنية للنقل للسكك الحديدية 'SNTF' هي مسيرة ل 4200 كم من السكك الحديدية المتصلة بالعاصمة وكبرى المدن كعنابة و وهران، ذات الفاعلية المحدودة. توجد حاليا 300 كم سكة عريضة، للشحن بين المناجم وعنابة، كلها مكهربة.
شبكة السكك موصولة بالشبكتين التونسية والمغربية، في التسعينات وبسبب الأزمة الاقتصادية وأعمال الإرهاب تقلص عدد مستعملي القطار كما تقلصت حمولة البضائع المشحونة بالسكك 
.
خصصت الدولة 5.5 مليار أورو لتطوير وتحديث القطاع، فقبل نهاية 2010 خطوط جديدة ستدخل الخدمة إضافة إلى كهربة كل الشبكة الشمالية، الهدف هو مضاعفة عدد المسافرين السنوي إلى حدود 80 مليون مسافر سنويا وتخفيف الضغط على شبكة الطرقات.
اقتنت الشركة في نهاية 2007، 30 عربة جر من جنرال موتورز، كما سيدخل مترو الجزائر الخدمة ب14 قاطرة مكهربة ليسمح بنقل 41.000 مسافر بالساعة في نهاية 2014 .

## قطار فائق السرعة
يجري على مستوى الجهة الشمالية للوطن إنجاز خط للسكك الحديدية"فائق السرعة" سيربط شرق البلاد بغربه، من خلال إنجاز عدد من المشاريع الخاصة بالسكك الحديدية وتجسيد خط شمالي يمتد من الحدود الشرقية إلى الحدود الغربية للبلاد وفق تقنيات متطورة ومطابقة لتوصيات الاتحاد الدولي للسكك الحديدية، ويتميز بسرعة الفائقة التي تصل إلى 320 كلم في الساعة".

## قطار الإقليمي السريع
وهو القطار الذي يجمع بين الدوائر والولايات الداخلية وأحيانا بين البلديات الكبرى لبعض الولايات وهو يوجد بكثرة في عنابة و باتنة وقسنطينة و سطيف و العاصمة ووهران وسكته غالبا ذات مسار واحد أي ليست بسكة مزدوجة .

## قطار الأنفاق مترو
يوجد للجزائر شبكة مترو واحدة قيد الاستغلال وتوجد في العاصمة وتوجد دراسات ومشاريع أخرى لتربط بين دوائر العاصمة ويوجد مشروعين آخرين قيد الدراسة لولايتين هما مترو أنفاق عنابة ووهران.

## الترامواي
تحتوي الجزائر على 6 شبكات ترامواي في 6 مدن وهي كل من: مدينة الجزائر العاصمة، وهران، سطيف، قسنطينة، سيدي بلعباس وورقلة.
وتجري في الوقت الحالي عمليات إنجاز ترامواي مستغانم.
- ترامواي الجزائر العاصمة قيد الاستغلال
- ترامواي عنابة قيد الدراسة
- ترامواي وهران قيد الاستغلال
- ترامواي قسنطينة قيد الاستغلال
- ترامواي مستغانم قيد الإنجاز
- ترامواي سطيف قيد الاستغلال
- ترامواي ورقلة قيد الاستغلال
- ترامواي سيدي بلعباس قيد الاستغلال
- ترامواي باتنة قيد الدراسة
- ترامواي بشار قيد الدراسة
- ترامواي البليدة قيد الدراسة
- ترامواي الجلفة قيد الدراسة
- ترامواي الأغواط قيد الدراسة

## المصاعد الهوائية
في الجزائر يوجد نوعان من المصاعد الهوائية وهي التلفريك عامة وتوجد في العاصمة وتعمل بين عدة محطات والنوع الثاني هو المركبات الهوائية وتعمل بين منطقتين أو ثلاث على الأقل ويوجد في قسنطينة، سكيكدة، عنابة، تيزي وزو، بوزريعة، تلمسان ووهران.

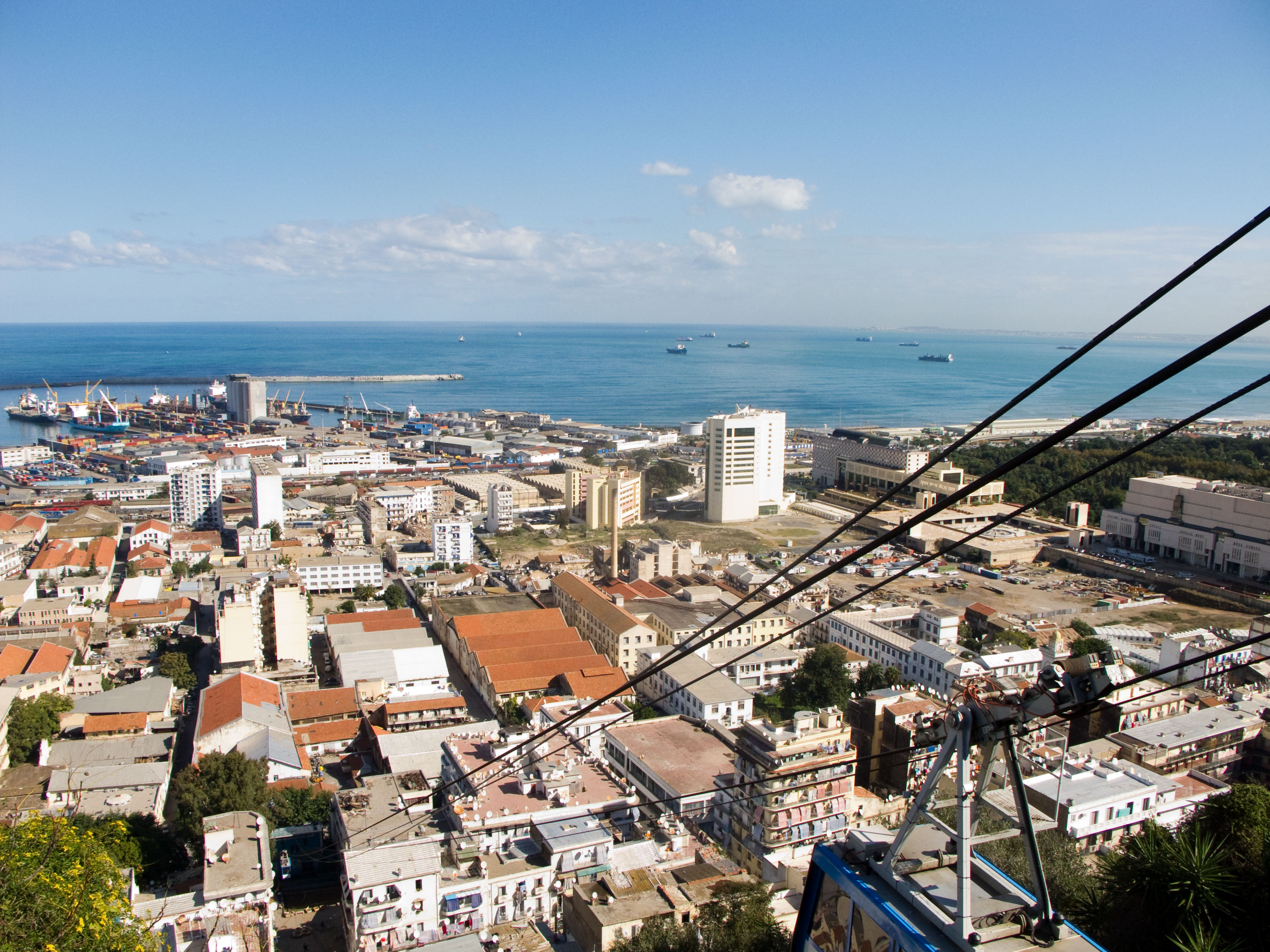
الجزائر تيليفيريك المدنية

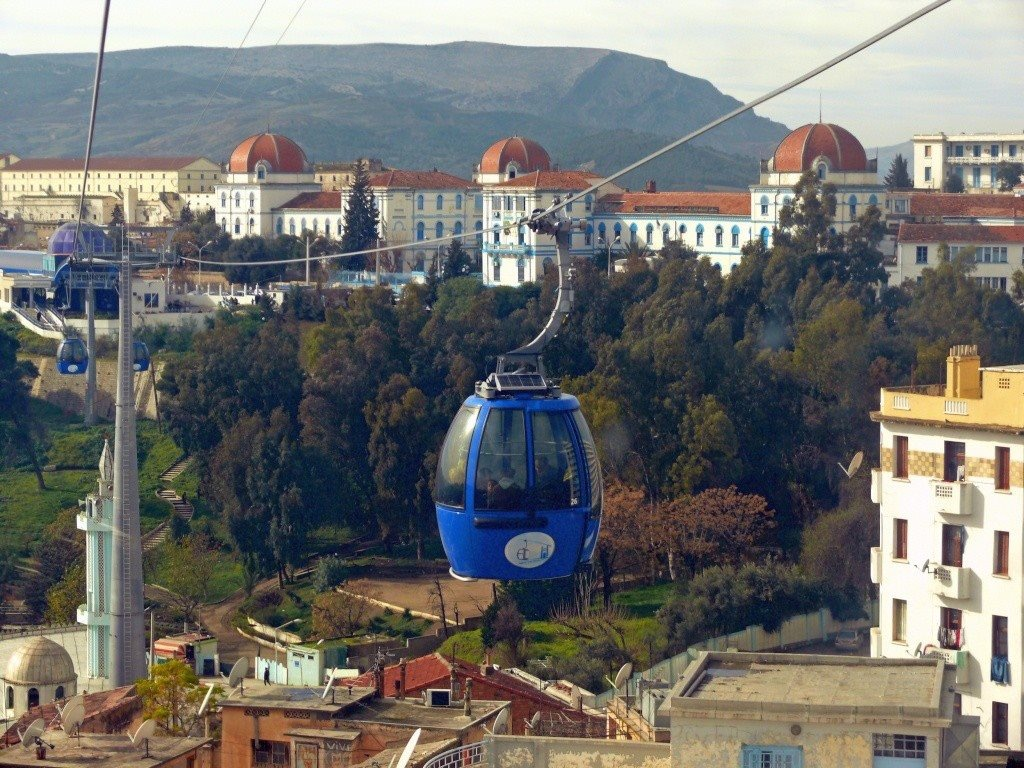
تيليفيريك قسنطينة

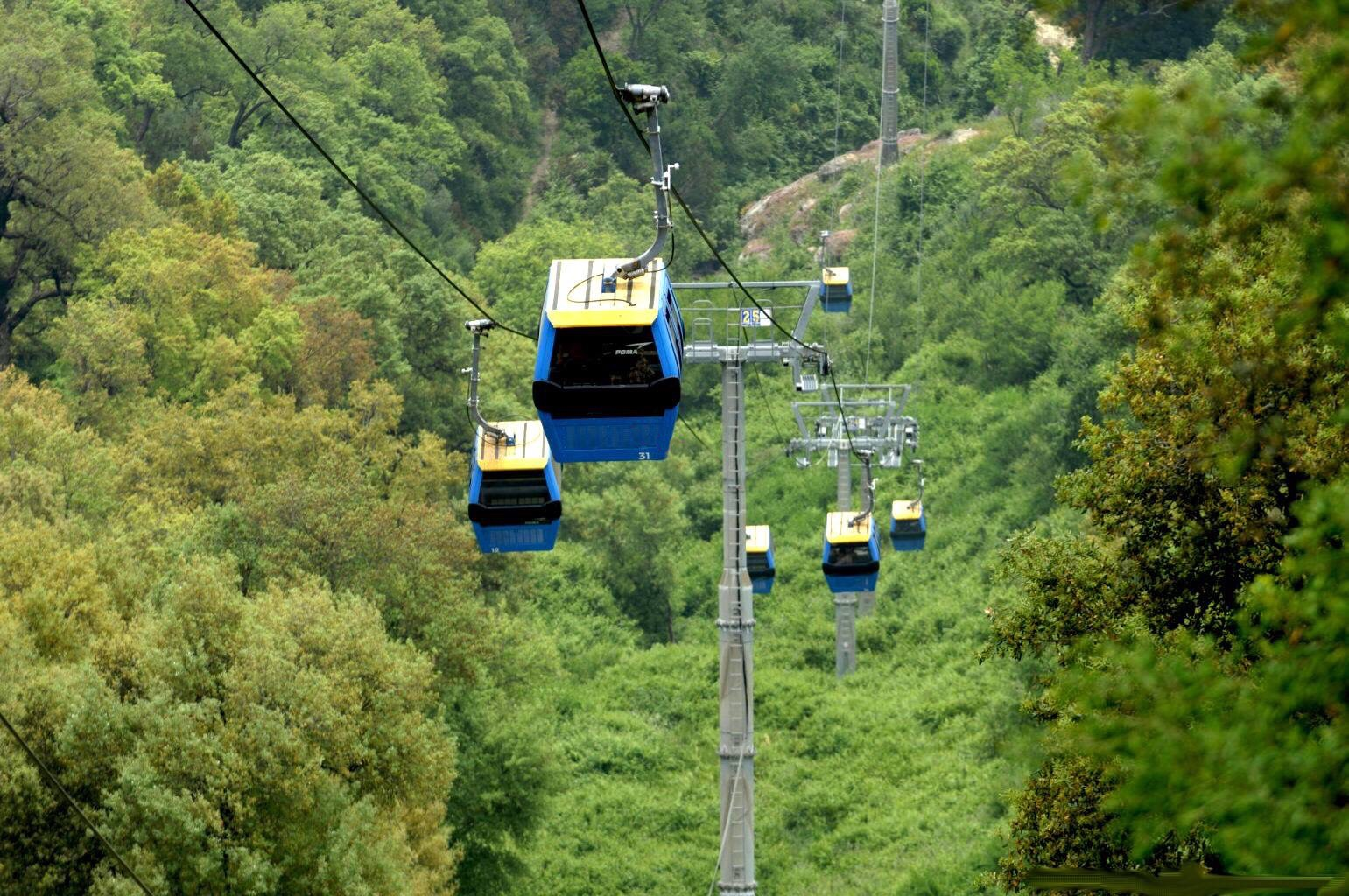
تيليفيريك عنابة

وهنالك مشاريع قيد الإنجاز والدراسة.

## الأتوبيس
وهو يعمل إقليميا أي لا يستعمل للسفر بل يستعمل للنقل ببن الأحياء وأحيانا بين البلديات المتقاربة

## الحافلات
وتوجد في كل الولايات والدوائر والأحياء حتى البلديات وغالبا تستعمل للنقل البري

## الطيران المدني، والمطارات
للجزائر 124 مطار، 35 بسطح دائم الظهور، 4 منها كبرى، قسنطينة، الجزائر العاصمة، وهران، عنابة. أكبرها مطار هواري بومدين الدولي ومطار عنابة الدولي، بقدرة 6 ملايين مسافر. الشركة الجوية الجزائرية، وطنية، تمتلك القسط كله من القطاع، رغم منافسة ثمان شركات خاصة، والتي ماتت إحداها (الخليفة للطيران) في ظروف مشبوهة، والتي تأسست عام 1946، كفرع للجوية الفرنسية، وتم تأميمها في 1972 عندما اشترتها الحكومة. 
وتوجد شركات أخرى تعمل مع شركات النفط وأهمها شركة طيران الطاسيلي التابعة لسوناطراك. 
تم مؤخرا، فتح فرع مباشر للطيران الكندي، بعد أن كانت السفرية لكندا على مرحلتين، من أوروبا.

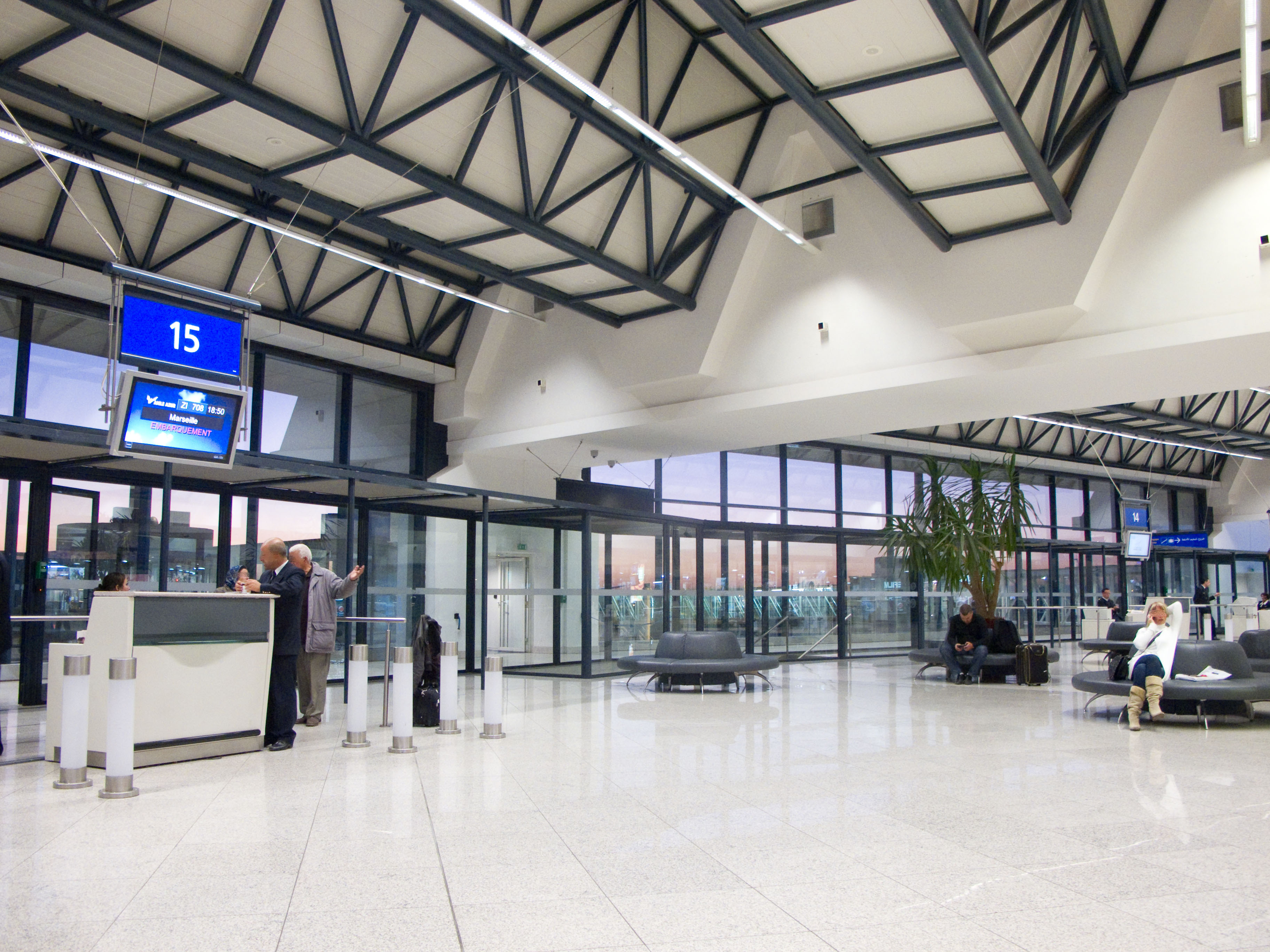
مطار هواري بومدين

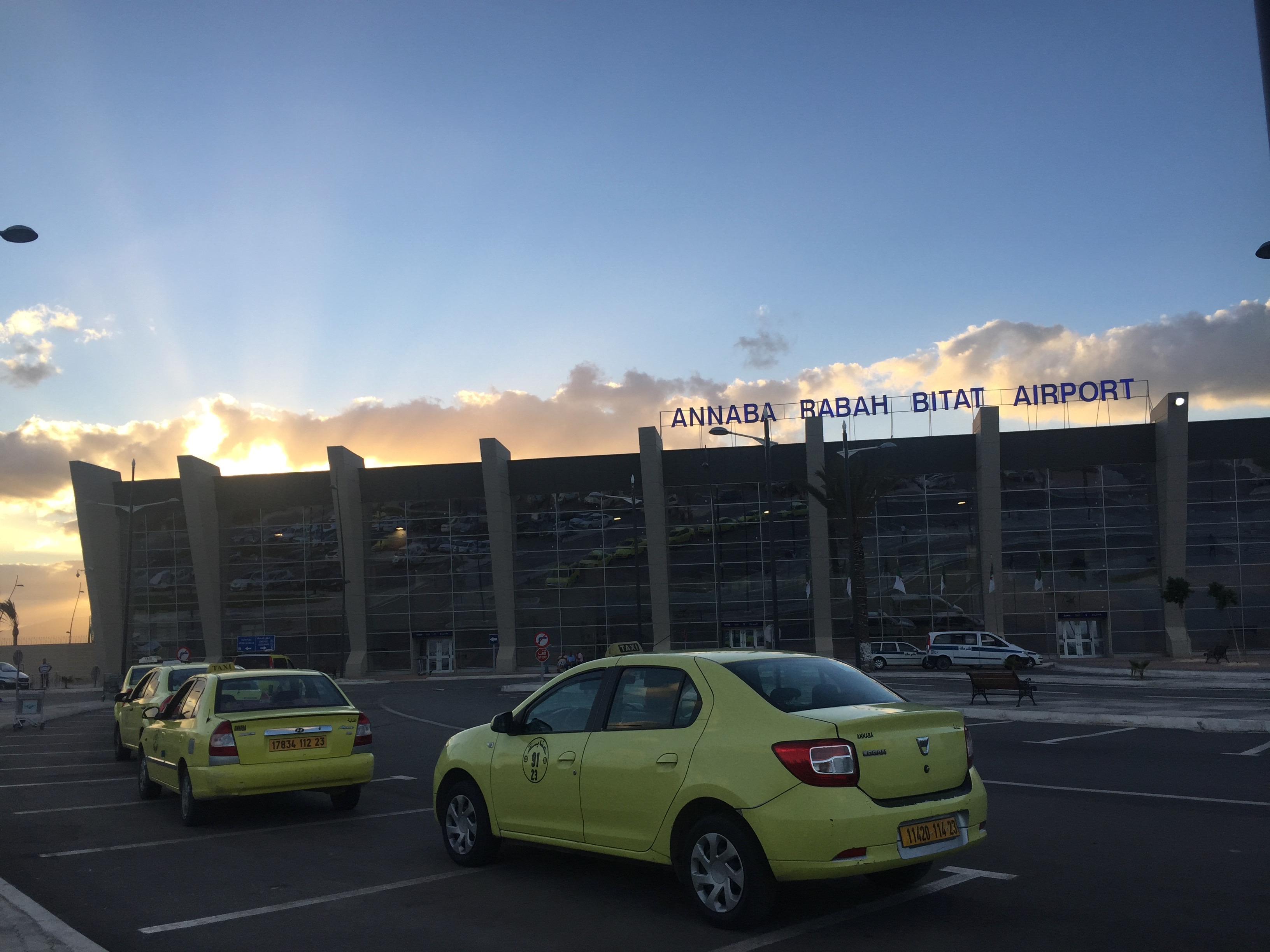
مطار عنابة رابح بيطاط

## الموانئ
لدى الجزائر عدة مرافئ مملوكة للدولة بشركتين SNTM-CNAN في العاصمة، عنابة، أرزيو ، بجاية، جيجل، مستغانم، وهران وسكيكدة. أشدها حركية ميناء أرزيو، ب40 مليون طن من النفط.

## صور لوسائل النقل الجزائرية

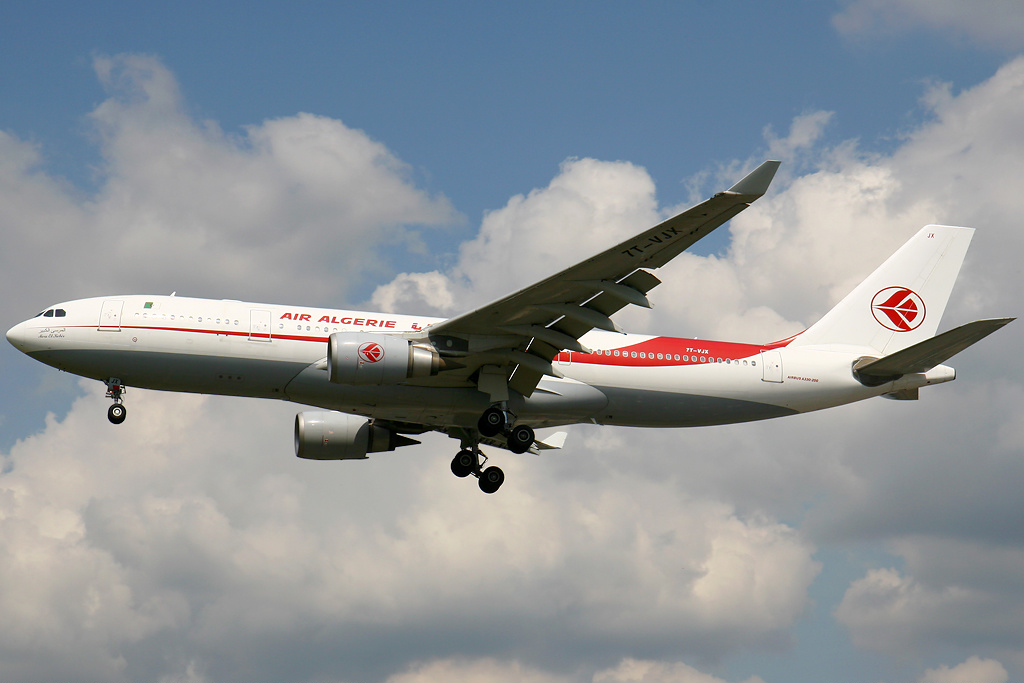
الخطوط الجوية الجزائرية
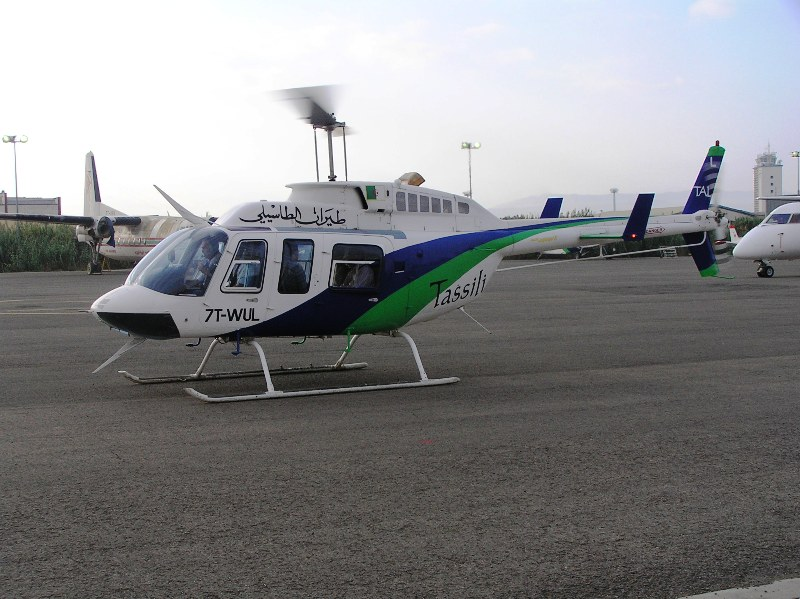
طيران الطاسيلي
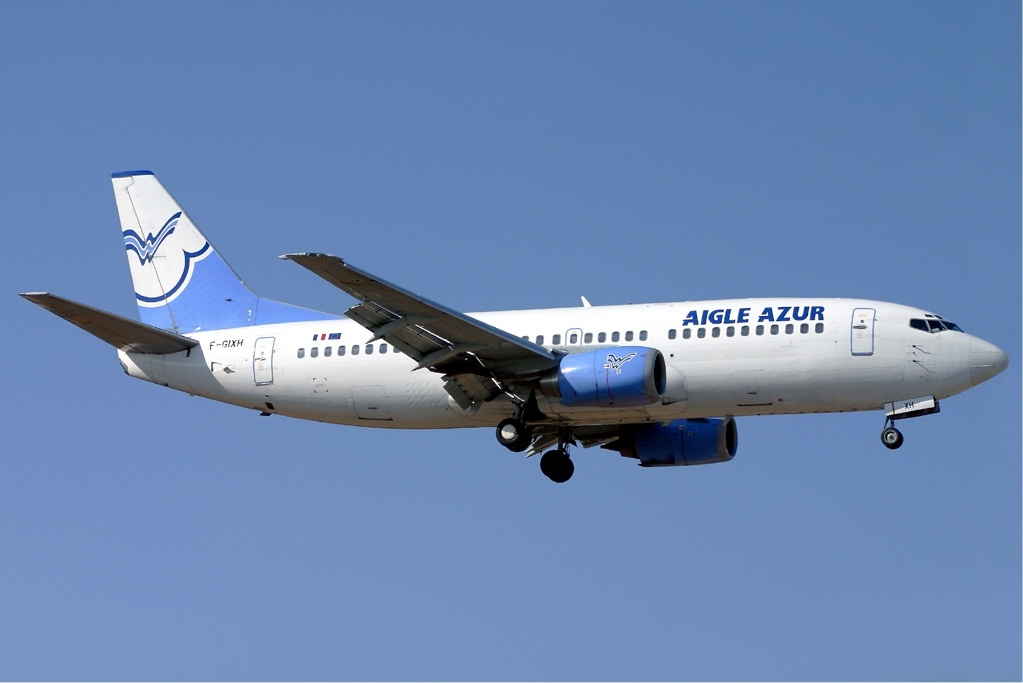
إيغل أزور

## وصلات خارجية
طرق:
- موقع وزارة النقل أهم المواقع، يتوفر على الإحصائيات الأخيرة.

مطارات:
- موقع الجوية الجزائرية بالفرنسية.

سكك الحديد:
- الوطنية للنقل عبر السكك الموقع يتجدد كل 6 أشهر.

موانئ:
- ميناء سكيكدة الموقع بالفرنسية، كما توجد نسخة إنغليزية.
- ميناء عنابة الموقع بالفرنسية.